# Gerhard Müller (Schachspieler)

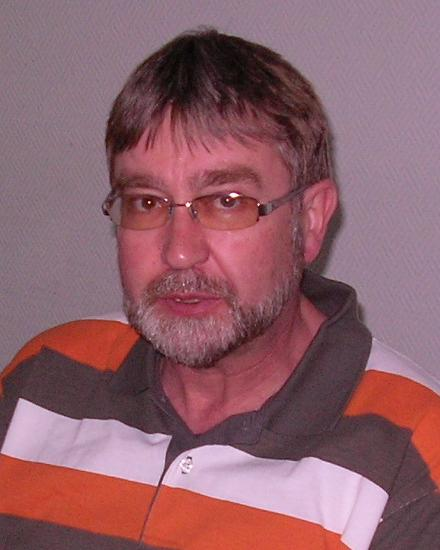
Gerhard Müller, 2010 Fernschachtreffen in Bad Nenndorf

Gerhard Müller (* 24. September 1953) ist ein deutscher Schachspieler.
Im Nahschach spielte er zwischen 1974 und 1993 in der zweiten Bundesliga und der dritthöchsten Spielklasse, der Oberliga. Im Juni 2017 erreichte er seine höchste Elo-Zahl von 2133.
Er wurde Sieger in der 34. Deutschen Fernschach-Meisterschaft, die 2002 begann und 2005 endete. In den Jahren 2003, 2007, 2009, 2015, 2019 und 2023 wurde er mit dem SV Osnabrück Deutscher Fernschach-Mannschaftsmeister, 2005, 2011 und 2017 Vizemeister. Im Jahre 2006 wurde er zum Fernschach-Großmeister ernannt. Im Finale der XVII. Fernschach-Weltmeisterschaft, die 2007 beendet wurde, belegte er den 5. Platz. 2011 siegte er mit der deutschen Mannschaft in der XVII. Fernschacholympiade, die somit Mannschafts-Weltmeister wurde.
Seine beste ICCF-Elo-Zahl am 1. Januar 2008 betrug 2603 (Platz 65 in der Weltrangliste 1/2008). Seine aktuelle Wertungszahl beträgt 2580 (Stand: 1. September 2023, Platz 28 der Weltrangliste 3/2023).
Beruflich war er als Diplom-Psychologe/Psychologischer Psychotherapeut in einer Psychiatrischen Klinik beschäftigt.